# 1935 en musique classique
| \| • Retour à la chronologie générale de la musique classique • \| |
| Grèce • Rome • Haut Moyen Âge • VIIIe siècle • IXe siècle • Xe siècle • XIe siècle XIIe siècle • XIIIe siècle • XIVe siècle • XVe siècle • XVIe siècle • XVIIe siècle XVIIIe siècle • XIXe siècle • XXe siècle • XXIe siècle |
| • Retour à la chronologie générale de la musique classique • |

| Années en musique classique : 1932 - 1933 - 1934 - 1935 - 1936 - 1937 - 1938    |
| Décennies en musique classique : 1900 - 1910 - 1920 - 1930 - 1940 - 1950 - 1960 |

## Événements

### Créations
- 16 janvier : Nerone, opéra de Pietro Mascagni, créé à La Scala de Milan.
- 26 février : la Symphonie en ut majeur de Georges Bizet, composée en 1855, est créée à Bâle sous la direction de Felix  Weingartner[1].
- 8 avril : Quatuor à cordes no 5 de Béla Bartók, créé à Washington.
- 10 avril : Symphonie no 4 de Ralph Vaughan Williams, créée à Londres.
- 23 avril : Symphonie no 1 d'Aram Khatchatourian, créée à Moscou sous la direction de Eugen Senkar.
- 19 juin : Images de Gabriel Pierné, créé à Paris.
- 24 juin : La femme silencieuse, opéra de Richard Strauss, créé sous la direction de Karl Böhm à Dresde.
- 4 septembre : le Concerto pour neuf instruments d'Anton Webern, créé à Prague sous la direction de Heinrich Jalowetz.
- 30 septembre : Porgy and Bess, opéra de  George Gershwin, créé à Boston.
- 6 novembre : Symphonie no 1 de William Walton, créée à Londres.
- 14 novembre : Der Schwanendreher, concerto pour alto de  Paul Hindemith, créé par le compositeur à Amsterdam.
- 1er décembre : Concerto pour violon no 2 de Sergueï Prokofiev, créé à Madrid par Robert Soetens avec l'Orchestre symphonique de Madrid sous la direction d'Enrique Arbós.

Date indéterminée
- Symphonie indienne de Carlos Chávez.

### Autres
- Création du Groot Symfonie-Orkest du Institut National de Radiodiffusion belge.
- Création du BBC Scottish Symphony Orchestra.
- Création de l'Orchestre philharmonique de Paris dirigé par Charles Munch (dissous en 1938).
- Création de l'Orchestre symphonique de la radio suédoise.
- Fondation du Quatuor Hongrois.

## Naissances

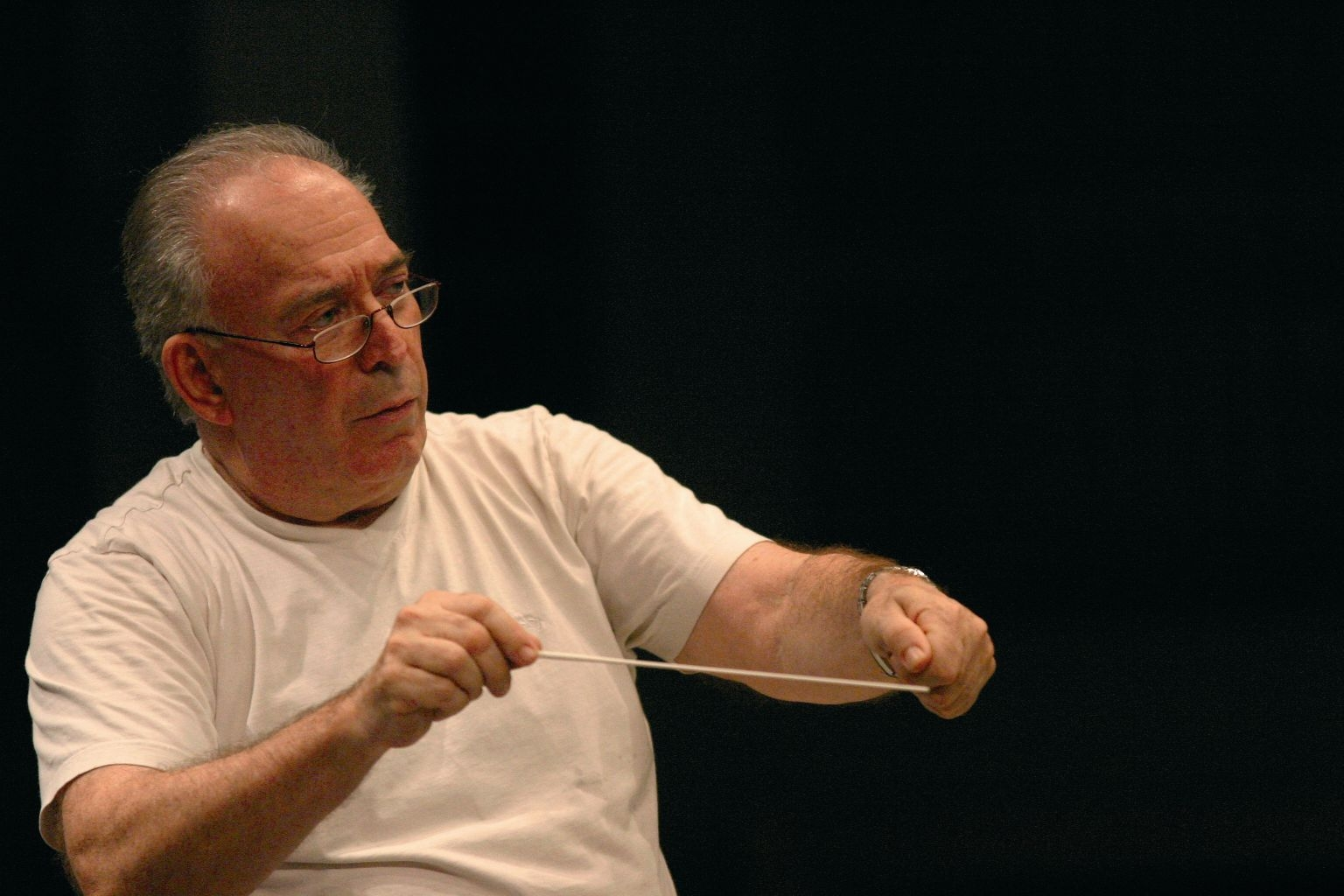
Noam Sheriff

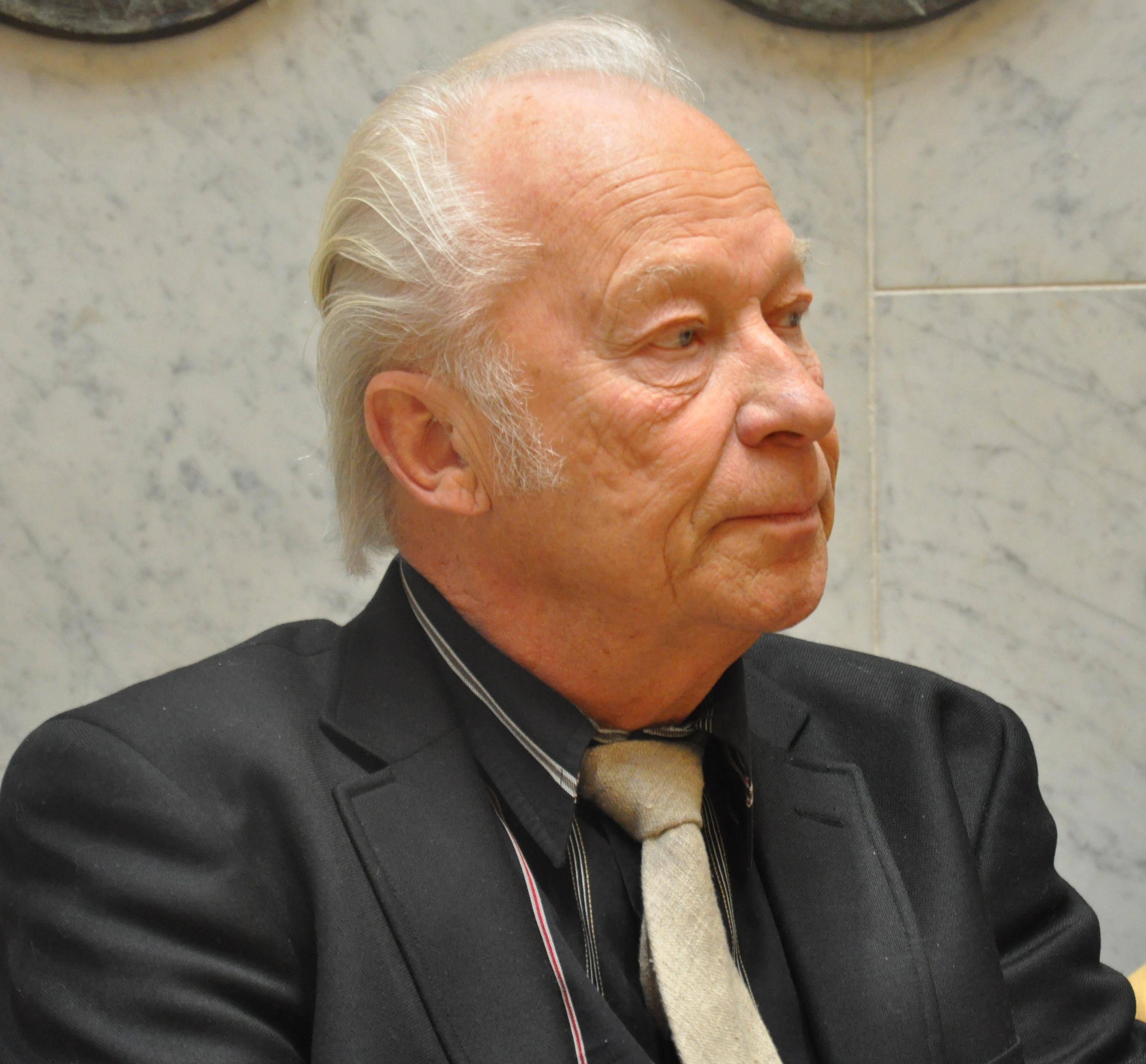
Aulis Sallinen

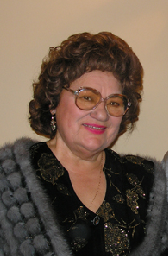
Maria Bieşu

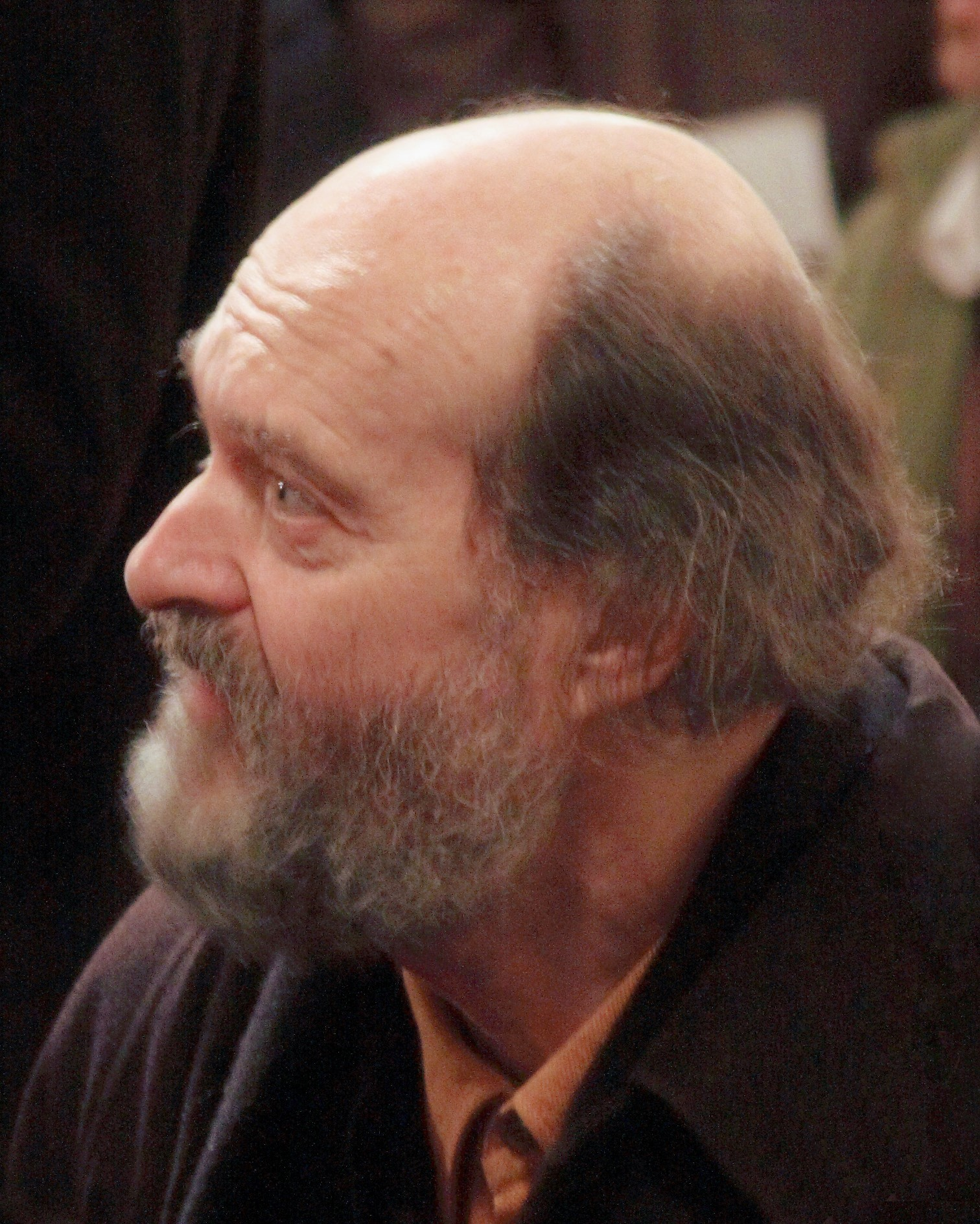
Arvo Pärt

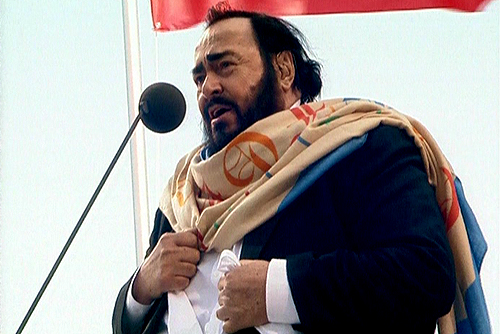
Luciano Pavarotti

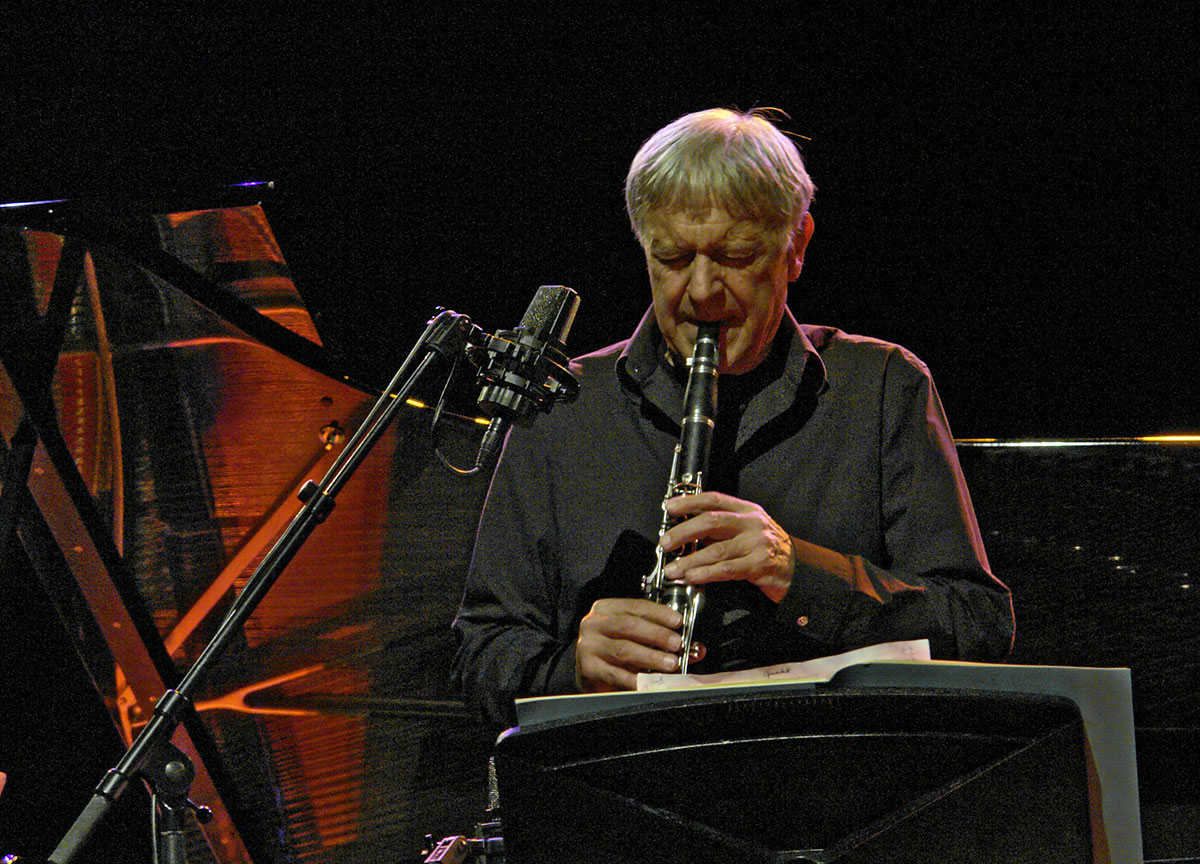
Michel Portal

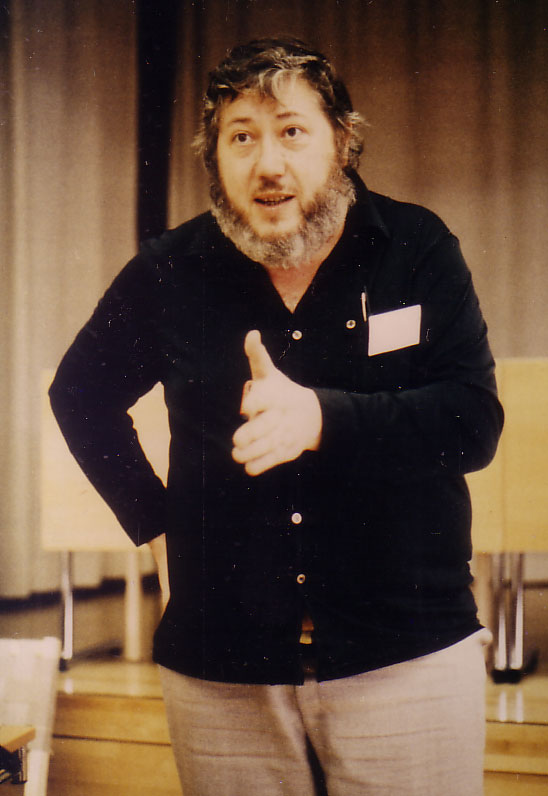
Daniel Charles

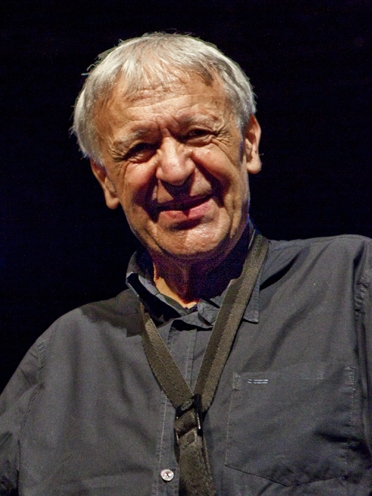
Michel Portal

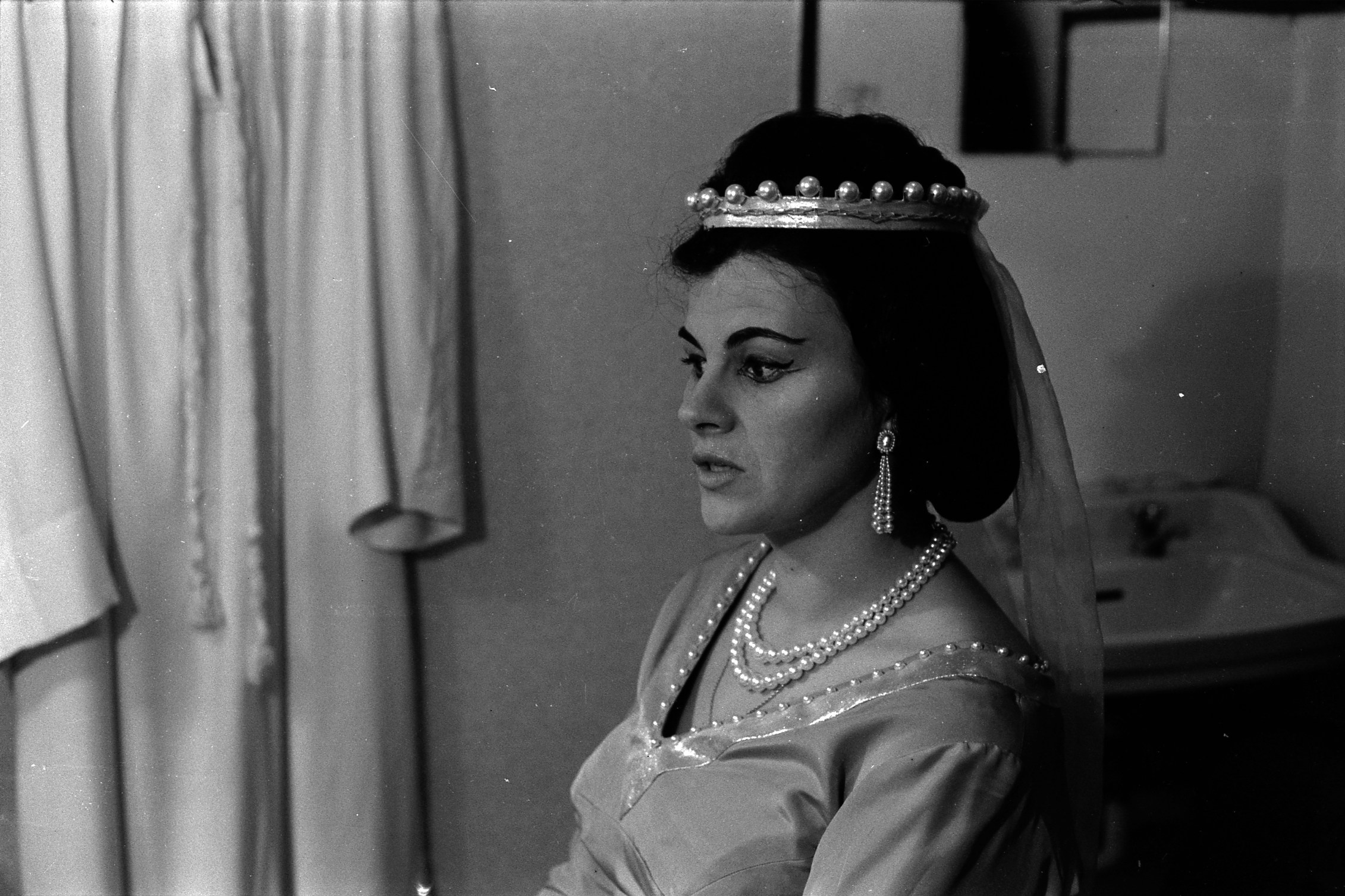
Viorica Cortez

- 7 janvier : Noam Sheriff, chef d'orchestre et compositeur israélien († 25 août 2018).
- 10 janvier : Sherrill Milnes, baryton américain.
- 12 janvier : Margherita Rinaldi, soprano italienne († 7 septembre 2023).
- 19 janvier : Alexandre Dmitriev, chef d'orchestre et pédagogue russe.
- 20 janvier :
  - Sándor Balassa, compositeur hongrois († 14 mai 2021).
  - Jean-Jacques Werner, compositeur et chef d'orchestre français († 22 octobre 2017).
- 23 janvier : Teresa Żylis-Gara, soprano polonaise († 28 août 2021).
- 4 février : Martti Talvela, basse finlandaise († 22 juillet 1989).
- 5 février : Amand Blanquer, compositeur espagnol († 7 juillet 2005).
- 10 février :
  - Theodore Antoniou, compositeur et chef d'orchestre grec († 26 décembre 2018).
  - Kazuko Hara, compositrice japonaise d'opéras.
- 11 février : Alberto Lysy, violoniste et chef d'orchestre argentin († 30 décembre 2009).
- 15 février : Louis Thiry, organiste, improvisateur, professeur et compositeur français aveugle († 27 juin 2019).
- 16 février : Edda Dell'Orso, chanteuse soprano italienne.
- 18 février : Edith Fischer, pianiste chilienne.
- 27 février : Mirella Freni, soprano italienne († 9 février 2020).
- 10 mars : Chen Gang, pianiste et compositeur chinois.
- 12 mars : Gérard Frémy, pianiste français († 19 janvier 2014).
- 13 mars : Alberto Ponce, guitariste classique espagnol († 26 juillet 2019).
- 21 mars : 
  - Antonio Membrado, guitariste espagnol († 3 décembre 2016).
  - Nigel Rogers, ténor, chef d'orchestre et professeur de chant anglais.
- 25 mars : Josep Soler i Sardà, compositeur et théoricien de la musique espagnol.
- 30 mars : John Eaton, compositeur américain.
- 4 avril : François-Bernard Mâche, compositeur français.
- 9 avril : Aulis Sallinen, compositeur finlandais.
- 22 avril : Fiorenza Cossotto, cantatrice italienne.
- 26 avril : Conrad Susa, compositeur américain († 21 novembre 2013).
- 28 avril : Akin Euba, compositeur, musicologue et pianiste nigérian  († 14 avril 2020).
- 1er mai : Jean Lionnet, musicologue français († 13 octobre 1998).
- 9 mai : Henri Goraieb, pianiste et homme de radio libanais († 13 janvier 2021).
- 15 mai : Jaroslav Bílý, compositeur et chef d'orchestre tchèque († 16 juillet 2010).
- 20 mai : Tamás Vető, chef d'orchestre et chef de chœur danois, d'origine hongroise († 29 mai 2025).
- 26 mai : Susann McDonald, harpiste et pédagogue américaine († 29 mai 2025).
- 27 mai : Teresa Llacuna, pianiste espagnole.
- 28 mai :
  - Giuseppe De Marzi, compositeur, organiste et chef de chœur italien.
  - Richard Van Allan, chanteur baryton-basse britannique († 4 décembre 2008).
- 31 mai : Hiroshi Wakasugi, chef d'orchestre japonais († 21 juillet 2009).
- 4 juin : Colette Boky, soprano québécoise.
- 8 juin : Mireille Lagacé, claveciniste, pianiste, organiste et pédagogue québécoise.
- 10 juin : Joseph Sage, artiste lyrique français († 30 octobre 2023).
- 19 juin : Jiří Bárta, pianiste, violoncelliste, compositeur et professeur de musique classique tchèque († 4 janvier 2012).
- 24 juin : Terry Riley, compositeur américain.
- 25 juin : Kurt Schwertsik, compositeur autrichien.
- 1er juillet : Lothar Koch, hautboïste allemand († 16 mars 2003).
- 12 juillet : Guy Dangain, clarinettiste français.
- 17 juillet : Peter Schickele, compositeur américain († 16 janvier 2024).
- 18 juillet : Susan Landale, organiste et professeur écossaise.
- 19 juillet : Gerd Albrecht, chef d'orchestre allemand († 2 février 2014).
- 20 juillet : André Isoir, organiste et professeur français († 20 juillet 2016).
- 28 juillet : Arlette Heudron, organiste française († 14 décembre 1978).
- 29 juillet :
  - Alejandro Planchart, musicologue, chef d'orchestre et compositeur américano-vénézuélien († 28 avril 2019).
  - Peter Schreier, ténor et chef d'orchestre allemand († 25 décembre 2019).
- 31 juillet : Jean-Pierre Jacquillat, chef d'orchestre français († 6 août 1986).
- 1er août : Louis-Claude Thirion, pianiste français († 11 janvier 2024).
- 3 août : Maria Bieşu, soprano moldave († 16 mai 2012).
- 4 août : Victor Braun, baryton canadien († 6 janvier 2001).
- 8 août : Janos Fürst, chef d'orchestre hongrois († 3 janvier 2007).
- 9 août : Giórgos Leotsákos, musicologue grec et critique musical († 13 août 2024).
- 10 août : Guia Kantcheli, compositeur géorgien († 2 octobre 2019).
- 1er septembre : Seiji Ozawa, chef d'orchestre japonais († 6 février 2024).
- 2 septembre : Vladimír Válek, chef d'orchestre tchèque († 16 février 2025).
- 11 septembre : Arvo Pärt, compositeur estonien,  à Paide en Estonie.
- 30 septembre : Luboš Fišer, compositeur tchèque († 22 juin 1999).
- 2 octobre : Peter Frankl, pianiste britannique.
- 5 octobre :
  - Khayyam Mirzazade, compositeur azerbaïdjanais († 30 juillet 2018).
  - Jean Ter-Merguerian, violoniste français († 29 septembre 2015).
- 6 octobre : 
  - Biancamaria Furgeri, organiste, compositrice et pédagogue italienne.
  - Leopold Hager, chef d'orchestre autrichien.
  - Vasile Moldoveanu, ténor roumain.
- 12 octobre : Luciano Pavarotti, ténor italien († 6 septembre 2007).
- 14 octobre : La Monte Young, compositeur américain, à Bern, États-Unis.
- 22 octobre : Thérèse Brenet, compositrice et pédagogue française.
- 24 octobre : Malcolm Bilson, pianiste et musicologue américain.
- 30 octobre : Jean-Pierre Drouet, percussionniste multi-instrumentiste et compositeur français.
- 31 octobre : Michael Frischenschlager, violoniste autrichien.
- 4 novembre : Elgar Howarth, chef d'orchestre, compositeur et trompettiste anglais († janvier 2025).
- 5 novembre : Nicholas Maw, compositeur britannique († 19 mai 2009).
- 9 novembre : Claude Kahn, pianiste français († 17 novembre 2023).
- 27 novembre :
  - Daniel Charles, musicien, musicologue et philosophe français († 21 août 2008).
  - Helmut Lachenmann, compositeur allemand.
  - Michel Portal, compositeur et musicien français.
- 2 décembre : Jürg Wyttenbach, compositeur, chef d'orchestre et pianiste suisse († 22 décembre 2021).
- 7 décembre : Jean-Claude Casadesus, chef d'orchestre français.
- 12 décembre : Carlo Martelli, compositeur anglais.
- 26 décembre : Viorica Cortez, mezzo-soprano roumaine.
- 30 décembre : Bruno Canino, pianiste et compositeur italien.

Date indéterminée
- Bertile Fournier, harpiste française († 27 avril 2011).
- Sami Habra, spécialiste britannique en musique classique († 3 juillet 2023).
- Daniel Pollack, pianiste et pédagogue américain.
- René Zosso, vielleur et chanteur suisse.

## Décès
- 11 janvier :

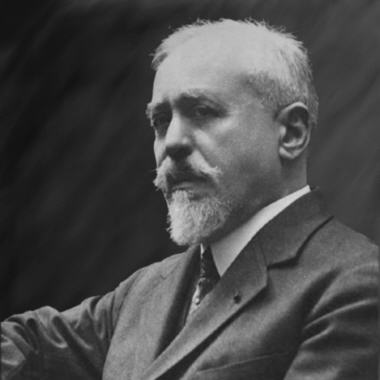
Paul Dukas

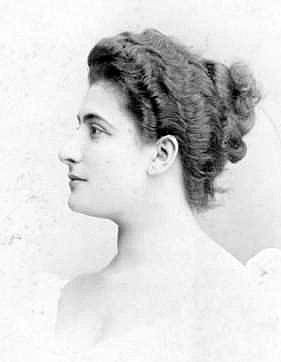
Lucienne Bréval

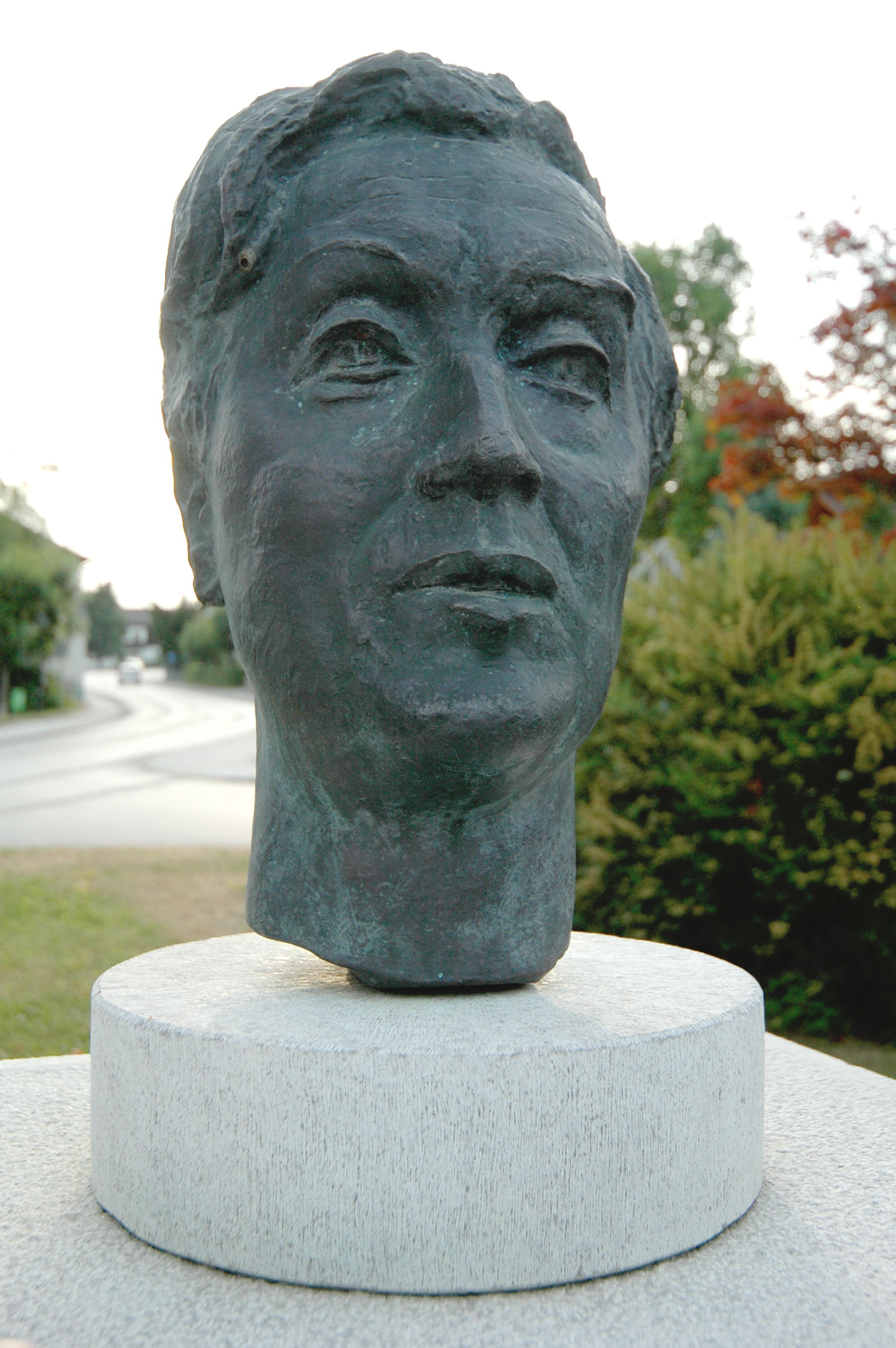
Alban Berg

  - Félix Reuchsel, violoniste, professeur de musique et organiste français (° 24 novembre 1872).
  - Marcella Sembrich, soprano polonaise (° 15 février 1858).
- 15 janvier : Lucien Fugère, chanteur d'opéra, voix de Basse, français (° 22 juillet 1848).
- 16 janvier : Richard Wetz, compositeur, professeur et chef d'orchestre allemand (° 26 février 1875).
- 20 janvier : Julius Manigold, compositeur et flûtiste allemand (° 23 novembre 1873).
- 22 janvier : Zequinha de Abreu, flûtiste, clarinettiste, pianiste et compositeur brésilien (° 19 septembre 1880).
- 28 janvier : Mikhaïl Ippolitov-Ivanov, compositeur russe (° 19 novembre 1859).
- 13 février : Frans Louis Wiemans, compositeur, pianiste, organiste, violoniste et ingénieur indonésien (° 13 janvier 1889).
- 28 février : Chiquinha Gonzaga, compositrice et chef d'orchestre brésilienne (° 17 octobre 1847).
- 30 mars : Romanos Melikian, pianiste, compositeur, chef d'orchestre et maître de chapelle arménien (° 1er octobre 1883).
- 5 avril :
  - Emil Młynarski, chef d'orchestre, compositeur, violoniste et pédagogue polonais (° 18 juillet 1870).
  - Franz von Vecsey, violoniste et compositeur hongrois (° 23 mars 1893).
- 28 avril : Alexander Mackenzie, compositeur écossais (° 22 août 1847).
- 11 mai : Nanna Liebmann, compositrice danoise (° 27 septembre 1849).
- 14 mai : Marie Dihau, cantatrice, pianiste et professeur de chant et de piano française (° 12 septembre 1843).
- 17 mai : Paul Dukas, compositeur français (° 1er octobre 1865).
- 19 mai : Charles Martin Loeffler, compositeur américain (° 30 janvier 1861).
- 29 mai : Josef Suk, compositeur et violoniste tchèque (° 4 janvier 1874).
- 30 juin : Zsigmond Vincze, chef d'orchestre et compositeur hongrois (° 1er juillet 1874).
- 17 juillet : Emile Riadis, compositeur grec (° 1er mai 1880).
- 2 août : Isidore de Lara, pianiste et compositeur de chansons et d'opéras britannique (° 9 août 1858).
- 6 août : Alexander Winkler, pianiste et compositeur russe d’origine allemande (° 3 mars 1865).
- 15 août : 
  - Lucienne Bréval, soprano dramatique suisse naturalisée française (° 4 novembre 1869).
  - Gerard von Brucken Fock, pianiste et compositeur néerlandais (° 28 décembre 1859).
- 20 août : Otakar Ostrčil, compositeur et chef d'orchestre tchèque (° 25 février 1879).
- 15 septembre : Charles-René, pianiste, compositeur et pédagogue français (° 6 mai 1935).
- 11 octobre : Agnes Adler, pianiste danoise (° 19 février 1865).
- 15 octobre : Björn Halldén, acteur et compositeur suédois (° 2 août 1862).
- 22 octobre : Komitas, ecclésiastique, ethnomusicologue, compositeur, chanteur, pédagogue, et conférencier arménien (° 1869).
- 26 octobre : Ákos Buttykay, compositeur hongrois (° 27 juillet 1871).
- 19 novembre : Léon Du Bois, compositeur et organiste belge (° 9 janvier 1859).
- 1er décembre : Richard Mayr, baryton-basse autrichien (° 18 novembre 1877).
- 4 décembre : Johan Halvorsen, chef d'orchestre norvégien (° 15 mars 1864).
- 9 décembre : Nina Hagerup Grieg, cantatrice (° 24 novembre 1845).
- 24 décembre : Alban Berg, compositeur autrichien (° 9 février 1885).